# 安蔵弥輔
安蔵 弥輔（あんぞう やすけ、1889年8月7日  - 1963年1月22日）は、東京電力の初代社長（1951年5月 - 1952年9月）。

他に東京電力会長、東京電力記念科学研究所理事長、日本電気協会会長を務めた。

## 来歴
1889年、東京生まれ。旧制東京中学、旧制第二高等学校を経て1912年東京帝国大学電気工学科を卒業後、猪苗代水力電気に入社。1923年猪苗代水力電気が東京電燈に合併されたことに伴い同社に移り、技師長や工務部長、取締役などを経て、1938年常務に就任。
戦後日本発送電副総裁を経て、1951年東京電力の初代社長に就任。翌1952年新井章治会長が死去したことに伴い会長に昇格。以後東電顧問、日本電力調査委員会委員長、日本電気協会会長などを歴任。
1955年、電力事業功労者として藍綬褒章をうけた。1963年1月、狭心症のため73歳で死去。死去後正五位、勲三等瑞宝章を授与された。

### 社長時代
当時東電の従業員は自宅の電気料金が半額だったが、就任後は廃止した。

## 発言録
- 「わが国は世界における有数の火山国であるから、これを利用して発電することを考えるのも一策である。三原山の横腹に穴をあけて水蒸気をとって発電することも不可能でない」（東京電燈技師長時代）[10]。